# خوان كارلوس أدوفيري
خوان كارلوس أدوفيري (من مواليد 1 شُباط/فبراير 1976 في إل ألتو) هو ممثل بوليفي وأستاذٌ في التصوير السينمائي؛ اكتسبَ شهرةً كبيرةً بعد دوره الرئيسي في فيلم حتى المطر (بالإنجليزية: Even the Rain) للمخرجِ إيسيار بولان والذي تمَّ تصويره في بوليفيا؛ ورُشَّح عنهُ لجائزة جويا (بالإنجليزية: Goya) في فئة أفضل ممثل صاعد.
ظهرَ خوان كارلوس أدوفيري في عدّة أفلامٍ أخرى بما في ذلك الفيلم البريطاني القصير سالار (2011)، وفي فيلم اللاجئين (بالإسبانية: Refugiados) الذي صدرَ عام 2013؛ كما كان أحد الشخصيات الرئيسية في نفسِ العام في فيلم بولي شوبينج الذي يروي قصّة عاملٍ بُوليفي يتمُّ استغلاله من قِبل مدير مصنع الملابس الأرجنتيني.

## السيرة الذاتيّة
أدوفيري هو الطفل السادس في أسرةٍ مكوّنةٍ من سبعة أشقاء بالإضافةِ إلى الأم والأب. درسَ خوان كارلوس أدوفيري في مدرسة ثانوية محليّة في مدينة إل ألتو؛ ثمَّ درسَ في وقتٍ لاحقٍ التصوير السينمائي في كلية الفنون في إلى أن أصبحَ أستاذًا فيها. حصل أدوفيري على جائزة أفضل ممثل في «مهرجان الأقواس السينمائي» في فرنسا، كما فاز بجائزة أفضل ممثل في جوائز السينما البولندية المستقلة الكبرى لدوره في فيلم سالار عام 2011.

## روابط خارجية
- خوان كارلوس أدوفيري على موقع IMDb (الإنجليزية)
- خوان كارلوس أدوفيري على موقع ألو سيني (الفرنسية)
- خوان كارلوس أدوفيري على موقع أول موفي (الإنجليزية)
- خوان كارلوس أدوفيري على موقع قاعدة بيانات الأفلام السويدية (السويدية)
- خوان كارلوس أدوفيري على موقع قاعدة بيانات الفيلم (الإنجليزية)
- خوان كارلوس أدوفيري على موقع كينوبويسك (الروسية)